# Telipogon venustus
Telipogon venustus är en orkidéart som beskrevs av Rudolf Schlechter. Telipogon venustus ingår i släktet Telipogon och familjen orkidéer. Inga underarter finns listade i Catalogue of Life.